# Riot Games
Riot Games – amerykańskie studio zajmujące się produkcją gier komputerowych, założone w 2006 roku w Culver City w stanie Kalifornia.
Riot Games został założony przez Marca Merrilla i Brandona Becka – dwóch przyjaciół, którzy poznali się w Szwajcarii. Zdecydowali się na współpracę w kierowaniu nowo stworzonym studiem, celując w dość doświadczoną grupę odbiorców. W lipcu 2008 roku przedstawiciele przedsiębiorstwa oświadczyli, że zebrano 7 milionów dolarów na rozpoczęcie produkcji debiutanckiego dzieła.
W 2009 roku Riot Games stworzyło i wydało bezpłatną grę wieloosobową League of Legends, mocno wzorowaną na modyfikacji gry Warcraft III: Reign of Chaos zatytułowanej Defense of the Ancients. W stosunku do obiektu swej inspiracji reżyser Tom Cadwell dążył do uczynienia swojego dzieła przystępniejszym. Już w ciągu roku od wydania League of Legends została pobrana ponad milion razy. Doceniło ją także jury przyznające nagrody Game Developers Choice Awards.
Dzięki sukcesowi, który odniosła gra League of Legends, w 2011 roku Riot Games zostało przejęte przez chińskie przedsiębiorstwo Tencent. Ze względu na fenomen wywołany przez swój sztandarowy produkt, będący oficjalną dyscypliną sportu elektronicznego, Riot Games zostało w 2013 roku umieszczone przez pismo „Game Developer” na liście 30 najlepszych producentów gier komputerowych wszech czasów.

## Gry
- 2009 – League of Legends
- 2020 – Valorant